# Cap 24
Cap 24 est une ancienne chaîne de télévision régionale d'Île-de-France de proximité et de service. La chaîne commence à émettre le 24 octobre 2006 sous le nom de Paris Cap' sur le câble. Elle est renommée Cap 24 à l'occasion de son passage sur la TNT francilienne le 20 mars 2008 et sur les réseaux xDSL TV avant de finalement disparaître à l'automne 2010.

## Histoire de la chaîne
Paris Cap' est lancée le 24 octobre 2006 sur les réseaux câblés. La chaîne est également diffusée en streaming sur son site internet.
Le 5 juin 2007, la chaîne est retenue par le CSA sous le nom de Côté Seine pour occuper l'un des quatre nouveaux canaux de la TNT locale en Île-de-France, les trois autres étant cédés à IDF1, NRJ Paris et aux chaînes associatives Demain IDF, BDM TV, Télé Bocal et Cinaps TV.
La diffusion sur le réseau hertzien numérique débute le 20 mars 2008 sous un nouveau nom : Cap 24 (24 étant le numéro du canal qui lui a été attribué). La chaîne, alors dotée d'un budget de près de 5 millions d'euros, compte une trentaine de salariés,.

### Difficultés financières
Le 28 août 2009, le Groupe Hersant Média, propriétaire de la chaîne à hauteur de 40,1 % et les autres actionnaires cèdent leurs actions au Groupe Krief,.
Peu après sa reprise, la chaîne connaît des difficultés financières. Les salariés doivent quitter les locaux historiques du 13-15 rue Cognacq-Jay pour Issy-les-Moulineaux. En avril, les salaires et les loyers ne sont plus payés[réf. nécessaire].
La chaîne se retrouve en cessation de paiement, et en attente d'un jugement auprès du tribunal de commerce. Elle interrompt provisoirement ses émissions entre le 10 mai et le 15 mai 2010.
Son président Xavier Gouyou-Beauchamps accuse alors l'opérateur technique TéléDiffusion de France - société qu'il dirige lui-même entre 1986 et 1992 - d'avoir coupé la diffusion, une pratique qu'il qualifie alors de non conforme à la légalité.

### Reprise et fin
Considéré comme repreneur potentiel pendant un temps, le groupe Bolloré souhaite la repositionner sur le thème de l'art de vivre et du développement durable, selon une missive de Michel Boyon, président du CSA, mais finalement, en juin 2010, le tribunal de commerce de Paris désigne NextRadioTV qui rachète la chaîne.
Dès le 12 octobre 2010, Cap 24 cesse définitivement la diffusion de ses programmes (aussi bien sur la TNT qu'en streaming sur son site internet).
La libération du canal 24 de la TNT francilienne permet alors à NextRadioTV de créer BFM Business Paris, une chaîne économique et financière comprenant un décrochage local en Île-de-France de 3 heures par jour. Une boucle de présentation est diffusée à partir du 14 octobre 2010 et la chaîne est officiellement lancée le 22 novembre 2010 à 6 heures, le même jour que le changement de nom de BFM Radio en BFM Business[réf. nécessaire].

## Identité visuelle (logo)

Logo de Paris Cap' du 24 octobre 2006 au 20 mars 2008.
Logo de Cap 24 du 20 mars 2008 au 12 octobre 2010.

## Diffusion
Cap 24 était diffusée sur le canal 24 de la TNT gratuite en Île-de-France depuis l'émetteur de la Tour Eiffel, sur le canal 15 de Numericable, le canal 213 de Freebox TV, le canal 333 de Neufbox TV et en streaming sur son site Internet.

## Capital
Cap 24 est une chaîne éditée par la société IDF TELE SAS, dont l’actionnaire principal a été historiquement le Groupe Hersant Média, avec le Groupe Caisse d'épargne, Lagardère Active, le Groupe Coriolis et la Société Financière de Participations Audiovisuelles. En août 2009, le Groupe Hersant Média et les autres actionnaires de Cap 24 cèdent leurs parts au Groupe Krief (Concord Télécom et Bernard Krief Consulting)

## Programmes

### Ligne éditoriale
Cap 24 est une chaîne locale francilienne généraliste. Elle souhaite refléter largement la diversité francilienne, être un espace de dialogue entre les communautés. Dans cette perspective, la ligne éditoriale de Cap 24 repose sur la notion de proximité déclinée en quatre valeurs : miroir, service, ouverture et mémoire. La priorité est alors donnée à l’information de proximité et aux services (info trafic, info transports en commun…) à travers 3 heures de programmes frais par jour en moyenne. Sa première rédactrice en chef a été la journaliste Corinne Lellouche.

### Animateurs et journalistes passés par Cap 24
- Patrick Sabatier[11]
- Magloire
- Bruno Roger-Petit
- Myriam Bounafaa[12]
- Karl Olive[12]
- Patrice Carmouze[12]